# Социална психология
Социалната психология е изследване на отношенията между хората и групите. Изследователите в тази интердисциплинарна област са или психолози, или социолози, макар че и двата вида изследователи в социалната психология наблюдават както индивидуалното, така и груповото в техния анализ .
Въпреки приликата психолозите и социолозите, като различен тип изследователи се различават в техните цели, подходи, методи и терминология, също имат различни академични списания, професионални общества, а най-плодотворния период на сътрудничество между тях е в годините веднага след Втората световна война . В същото време въпреки диференциацията в последните години, все пак някаква степен на припокриване е налична и днес .

## Психология
Повечето социални психолози са обучени в дисциплината психология. Техният подход към полето се фокусира върху индивидуалното, т.е. как другите влияят на индивида, неговите мисли, чувства и поведения.

### Въведение
Социалната психология съсредоточава усилията си за изясняване закономерностите на отражението на общественото битие в индивидуалното и общественото съзнание, за използване на откритите закономерности за оптимизиране на взаимодействието между хората.
Интересът към човешкото поведение, към взаимното влияние между хората в обществото е възникнал отдавна. Социалните психолози изследват възприемането и разбирането на човека от човека, опитват се да проникнат в тайните на междуличностната привлекателност, да открият основите на влиянието на един човек върху друг. В по-широк мащаб се изучават и проблемите на психологията на колектива.

### Равнища на изследване
- Експериментално – емпирично – има за свой предмет социално-психологическите факти, натрупването на емпиричен материал, необходим за по нататъшни изследвания и обобщения. Недостатък е, че рядко излиза извън рамките на изучаването на малки групи.
- Теоретично – дава знания за същността, общата структура и причините за социално-психологическите процеси.
- Философско-методологическо – дава мирогледно обобщаване на резултатите от изследванията, позволява да се откриват нови аспекти на влиянието на човешкия фактор върху общественото развитие.

Социална среда е всичко, което заобикаля човека в социалния живот, което е обект на неговото психично отражение и непосредствено или опосредствано от резултатите на труда и другите хора. Човекът изпитва въздействието на обширната съвкупност от социални фактори през целия си живот. Всички те, взети заедно, са социалната среда на личността. Отношението на социалната среда и личността са доста субективни, а и активността на личността, особено по отношение на избраната от нея микросреда, не бива да се подценява.
Характерът и особеностите на определени личности налагат своя отпечатък върху техните взаимоотношения.
Изследването на действията на хората, намиращи се в определени обществени отношения, е част от социологията.

### Понятия на социалнопсихологическия анализ
- Индивид – това е отделният човек в групата или обществото като цяло, макар че обществото не е просто сбор от индивиди. Развитието на един индивид е обусловено от развитието на всички други индивиди, с които той се намира в преки или косвени отношения.
- Индивидуалност – специфичното, неповторимото, уникалното във всяко живо същество.
- Личност – има много определения за това понятие. Човекът, като субект на активната дейност, който преобразува света, следователно е носител на съзнание и самосъзнание. Съзнанието не само отразява обективния свят, но го и развива.

Изучават се две основни категории: човекът като организъм и човекът като личност.
Организмът на човека е съвкупност от неговите телесни или материални свойства, които са се развивали от качествата на неговите животински прадеди и впоследствие са се изменили в историята на човечеството. Организмът запазва някои генетични, наследени от родителите, психично особености.

### Психологически равнища на личността
Личността, взета като цяло, има три структури, които взаимно се допълват – биологична, психологическа и социална.
- Биологично обусловената подструктура:
  - Темперамент (система от природни качества от типа на нервната система)
  - Възраст
  - Пол
  - Патологични свойства на психиката
- Психологическа подструктура – включва всички индивидуални свойства на отделните психични процеси, станали характерни качества на личността:
  - Памет
  - Емоции
  - Усещания
  - Мислене
  - Възприятия
  - Чувства
  - Воля
- Социална подструктура на личността – определя се от нейните социални роли и от опита, придобит от дейността ѝ в определена социална среда.
  - Знания
  - Умения
  - Навици
  - Привички
  - Ориентация на личността (висше равнище)
    - Влечения
    - Желания
    - Интереси
    - Склонности
    - Идеали
    - Убеждения
    - Индивидуална „картина на света“

### Социални психолози
- Елиът Арънсън
- Борис Паригин
- Леон Фестингър
- Мюзафер Шериф

## Социология
Работата на социолозите се фокусира върху поведението на групата и така изследва феномени като взаимодействия и обмен на микро-ниво, групова динамика и групово развитие, както и тълпите на макро-ниво. Социолозите се интересуват от индивида и групата, но като цяло в контекста на по-големи социални структури и процеси, като социалните роли, раса, класа, пол, етническа принадлежност и социализация. Социолозите в тази област се интересуват от голямо разнообразие от демографски, социални и културни явления, като някои от основните области на интерес са социалното неравенство, груповата динамика, социалната промяна, социализацията, социалната идентичност и символния интеракционизъм. Тук основно списание е Social Psychology Quarterly.